# 赤平清蔵 (小惑星)
赤平清蔵（あかひらきよぞう、21033 Akahirakiyozo）は、小惑星帯に位置する小惑星の1つである。北海道北見市で円舘金と渡辺和郎によって発見された。

## 名称
赤平清蔵は、日本のアマチュア天文家、科学史学者である。35年間以上、高校で物理学を教えている。